# میرکو پاویناتو
میرکو پاویناتو (انگلیسی: Mirko Pavinato; ۲۰ ژوئن ۱۹۳۴ – ۷ مارس ۲۰۲۱) بازیکن فوتبال اهل ایتالیا بود.
از باشگاه‌هایی که در آن بازی کرده‌است می‌توان به باشگاه فوتبال ویچنزا و باشگاه فوتبال بولونیا اشاره کرد.
وی همچنین در تیم ملی فوتبال Italy B بازی کرده‌است.